# Ignatius D’Souza
Ignatius D’Souza (* 4. August 1964 in Basrikatte, Karnataka) ist ein indischer Geistlicher und römisch-katholischer Bischof von Bareilly.

## Leben
Ignatius D’Souza besuchte die Grundschule in Basrikatte und die High School in Kadur sowie später das Kleine Seminar St. Paul in Lucknow. Anschließend studierte er Philosophie und Katholische Theologie am regionalen Priesterseminar St. Joseph in Allahabad. Zudem erlangte er an der Annamalai University in Chidambaram einen Master of Arts in Öffentlicher Verwaltung und einen Bachelor of Education. Am 7. April 1991 empfing er in der Kathedrale St. Joseph in Lucknow durch den Erzbischof von Agra, Cecil DeSa, das Sakrament der Priesterweihe für das Bistum Lucknow.
Nach der Priesterweihe war D’Souza zunächst als Pfarrvikar der Kathedrale St. Joseph in Lucknow tätig, bevor er 1993 stellvertretender Direktor der Cathedral School in Lucknow und 1994 Vizerektor des Kleinen Seminars St. Paul wurde. 1994 wurde er für weiterführende Studien nach Rom entsandt, wo er 1998 an der Päpstlichen Universität Gregoriana ein Lizenziat im Fach Biblische Theologie erwarb. Anschließend wirkte D’Souza als Pfarrvikar der Pfarrei St. Anthony in Barabanki und als Lehrer an der dortigen kirchlichen Schule (1998–2000) sowie als Direktor des Diözesanpastoralzentrums in Lucknow (2000–2004). 2004 setzte D’Souza seine Studien an der Päpstlichen Universität Urbaniana in Rom fort und wurde 2006 bei Giovanni Rizzi mit der Arbeit The question of Job’s hope in the face of God and the function of Job 19:10 in its context: an exegetico-theological study of Job 19:7–12 („Die Frage der Hoffnung Hiobs im Angesicht Gottes und die Funktion von Hiob 19,10 in seinem Kontext: eine exegetisch-theologische Studie zu Hiob 19,7–12“) zum Doktor der Theologie im Fach Biblische Theologie promoviert. Ab 2006 war er erneut Pfarrvikar und ab 2009 schließlich Pfarrer der Kathedrale St. Joseph in Lucknow. Zudem fungierte er ab 2008 als Generalvikar des Bistums Lucknow sowie ab 2009 auch als Direktor der Cathedral School in Lucknow und Präsident des Lucknow Christian Burial Board. Außerdem war D’Souza ab 2009 für die Ökumene und den interreligiösen Dialog im Bistum Lucknow sowie die diözesanen Immobilien zuständig. Darüber hinaus gehörte er bereits ab 2006 dem Konsultorenkollegium und ab 2009 auch dem Diözesanvermögensverwaltungsrat des Bistums an. Ferner lehrte er ab 2006 am regionalen Priesterseminar St. Joseph in Allahabad.
Am 11. Juli 2014 ernannte ihn Papst Franziskus zum Bischof von Bareilly. Die Bischofsweihe spendete ihm der Apostolische Nuntius in Indien, Erzbischof Salvatore Pennacchio, am 4. Oktober desselben Jahres. Mitkonsekratoren waren der Erzbischof von Agra, Albert D’Souza, und der emeritierte Bischof von Bareilly, Anthony Fernandes. Sein Wahlspruch Serve the Lord with gladness („Dient dem Herrn mit Freude“) stammt aus Ps 100,2 .